# Litoria adelaidensis
Litoria adelaidensis – gatunek płaza bezogonowego z podrodziny Pelodryadinae w rodzinie rzekotkowatych (Hylidae).
Płaz ten występuje na południowo-zachodnim wybrzeżu Australii, na terenie stanu Australia Zachodnia.